# Oleksandrivka (Valea Hoțului), Bârzula
Oleksandrivka (în ucraineană Олександрівка) este localitatea de reședință a comunei Valea Hoțului din raionul Bârzula, regiunea Odesa, Ucraina.

## Demografie
Componența lingvistică a localității Oleksandrivka
     Ucraineană (93,6%)
     Rusă (4,5%)
     Română (1,66%)
     Alte limbi (0,24%)
Conform recensământului din 2001, majoritatea populației localității Oleksandrivka era vorbitoare de ucraineană (93,6%), existând în minoritate și vorbitori de rusă (4,5%) și română (1,66%).